# حميد (مياندوآب)
حميد هي قرية في مقاطعة مياندوآب، إيران. يقدر عدد سكانها بـ 765 نسمة بحسب إحصاء 2016.